# Kirsten Merete Langkilde

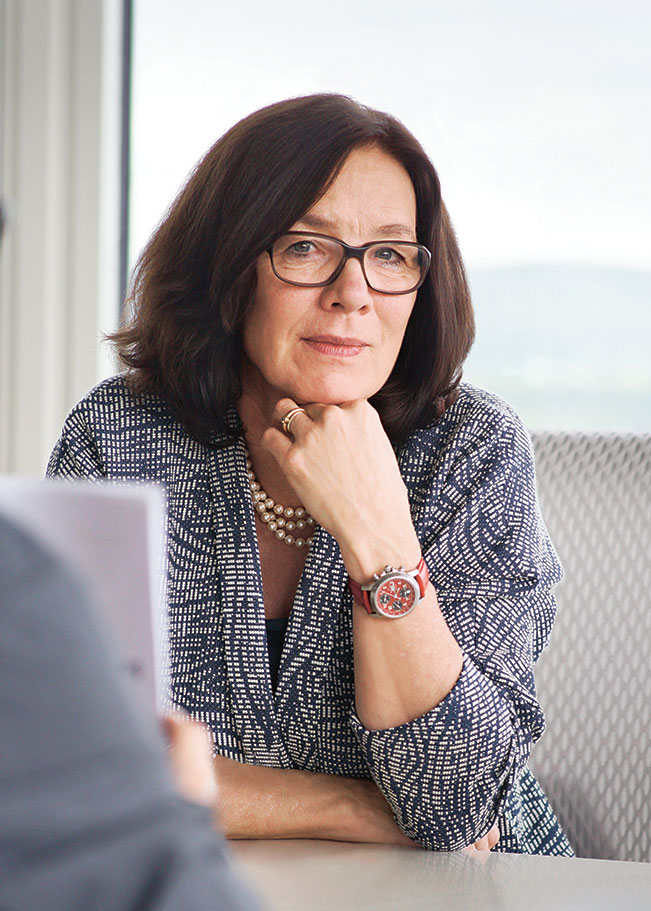
Kirsten Merete Langkilde (2015)

Kirsten Merete Langkilde (* 22. September 1954 in Ålborg, Dänemark) ist eine dänische Künstlerin und seit 2019 Rektorin der Königlichen Dänischen Kunstakademie in Kopenhagen.

## Werdegang
Das Kunststudium an der Königlichen Dänischen Kunstakademie in Kopenhagen schloss Langkilde 1986 mit dem Schwerpunkt Installation und Skulptur ab. Seit 1983 realisiert sie Ausstellungen in Galerien und Museen in Europa und New York. Von 2001 bis 2009 war sie Vizepräsidentin der Universität der Künste (UdK) in Berlin sowie Dekanin der dortigen Fakultät Gestaltung. In ihrem Bereich Ästhetische Praxis arbeitete sie experimentell mit Studierenden und führte Projekte mit verschiedenen Unternehmen und Kulturpartnern durch, unter anderen: ‹PARCOURS›, in Zusammenarbeit mit der Berlinischen Galerie (2010–2011) und ‹Optimierte Dialoge – Reflektiertes Tun› (2010), in Kooperation mit der Akademie der Künste Berlin. Von 2004 bis 2007 hatte Kirsten Merete Langkilde eine beratende Funktion für das Kulturministerium in Dänemark inne. Von 2011 bis Ende Januar 2019 war sie Direktorin der Schweizer Hochschule für Gestaltung und Kunst FHNW. Seit 2019 ist sie Rektorin der Königlichen Dänischen Kunstakademie in Kopenhagen.

## Forschung
Kirsten Merete Langkilde beteiligte sich seit den späten 1990er-Jahren an der gesamteuropäischen Debatte über das Verhältnis zwischen Kunst und Forschung. Beispiele hierfür sind: ‹re:search in and through the Arts› (2003–2005); ‹Innovation Habitat›, im Rahmen des 6. EU-Forschungsrahmenprogramms (2006–2008); ‹Neue Morphologien›, im Rahmen des EU-Regionalfonds (2002–2007). Die künstlerische Forschung war ein Schwerpunkt, der auch ihre Arbeit an der Hochschule für Gestaltung und Kunst FHNW kennzeichnete.